# Chris Hani
Chris Hani, né le 28 juin 1942 et mort le 10 avril 1993, de son nom de naissance Martin Thembisile Hani, est le chef du Parti communiste sud-africain et chef de cabinet de l'Umkhonto we Sizwe, la branche armée du Congrès national africain (ANC). Il est un farouche opposant au gouvernement de l'apartheid et fut assassiné par Janusz Waluś, un immigré polonais et sympathisant de l'opposition conservatrice le 10 avril 1993, lors des troubles précédant la transition vers la démocratie.

## Biographie

### Jeunesse et formation
Tembisile Chris Hani est né dans le village de Sabalele, au fin fond du bantoustan du Transkei, cinquième des six enfants de Gilbert et Mary Hani. Il adopte le nom de Chris comme nom de guerre en hommage à un de ses frères décédés en bas âge. Son père Gilbert Hani est un syndicaliste minier et un militant politique qui quitte le pays pour s'exiler en 1962 et ne revient en Afrique du Sud qu'en 1991. Sa mère Mary Hani est une personne simple qui n'a jamais fréquenté l'école. Il fréquente l'école Lovedale en 1957 pour terminer ses deux dernières années. Il termine deux fois deux années d'école en une seule année. Quand Hani a 12 ans, après avoir entendu les explications de son père sur l'apartheid et l'African National Congress (ANC), il souhaite rejoindre l'ANC mais est encore trop jeune pour être accepté. À l'école de Lovedale, Hani rejoint la Ligue de la jeunesse de l'ANC à l'âge de 15 ans, même si les activités politiques ne sont pas autorisées dans les écoles noires sous l'apartheid. Il influence d'autres étudiants à rejoindre l'ANC.
En 1959, à l'Université de Fort Hare à Alice, Hani étudie l'anglais, le latin  et la littérature moderne et classique. Il ne participe à aucun sport, déclarant : « Je préfère combattre l'apartheid plutôt que de faire du sport » . Hani, dans une interview sur la campagne Wankie, mentionne qu'il est diplômé de l'Université de Rhodes.

### Carrière politique et militaire
À l'âge de 15 ans, il rejoint la Ligue de la jeunesse de l'ANC. En tant qu'étudiant, il participe activement aux manifestations contre la loi sur l'éducation bantoue. Il travaille comme commis dans un cabinet d'avocats. Après avoir obtenu son diplôme, il rejoint Umkhonto we Sizwe (MK), la branche armée de l'ANC. À la suite de son arrestation en vertu de la loi sur la répression du communisme, il s'exile au Lesotho en 1963. En raison de l'implication de Hani dans Umkhonto we Sizwe, il est contraint de se cacher par le gouvernement sud-africain et a changé son prénom pour Chris.
Il reçoit une formation militaire en Union soviétique et sert dans les campagnes de la guerre de libération du Zimbabwe, également appelée guerre de Bush en Rhodésie. Il s'agit d'opérations conjointes entre Umkhonto we Sizwe (MK) et l'Armée révolutionnaire populaire du Zimbabwe à la fin des années 1960. L'opération du détachement de Luthuli consolide la réputation de Hani en tant que soldat de l'armée noire qui combat l'apartheid et ses alliés. Son rôle de combattant dès les premiers jours de l'exil de MK (après l'arrestation de Nelson Mandela et des autres dirigeants internes de MK à Rivonia) joue un rôle important dans la loyauté farouche dont Hani a joui plus tard dans certains milieux en tant que commandant adjoint de MK (Joe Modise est commandant général). En 1969, Hani cosigne, avec six autres, le « Mémorandum Hani », qui critique fortement le leadership de Joe Modise, Moses Kotane et d'autres camarades de la direction.
Au Lesotho, Hani organise des opérations de guérilla du MK en Afrique du Sud. En 1982, il est devenu suffisamment important pour devenir la cible de tentatives d'assassinat, et il a finalement rejoint le siège de l'ANC à Lusaka, en Zambie. En tant que chef d'Umkhonto we Sizwe, il est responsable de la répression d'une mutinerie de membres dissidents anticommunistes de l'ANC dans des camps de détention, mais a nié tout rôle dans des abus, notamment des actes de torture et des meurtres. De nombreuses militantes du MK, comme Dipuo Mvelase, adorent Chris Hani pour avoir protégé les droits des femmes et se soucier de leur bien-être dans les camps militaires.
Après avoir été organisateur clandestin en Afrique du Sud au milieu des années 1970, il est revenu définitivement en Afrique du Sud après la levée de l'interdiction de l'ANC en 1990 et a succédé à Joe Slovo à la tête du Parti communiste sud-africain (SACP) le 8. Décembre 1991. Il a soutenu la suspension de la lutte armée de l'ANC en faveur de négociations.

### Assassinat
Chris Hani est assassiné le 10 avril 1993 devant son domicile de Dawn Park, une banlieue racialement mixte de Boksburg. Il est abordé par un immigrant polonais anticommuniste d'extrême droite nommé Janusz Waluś, qui lui tire dessus alors qu'il sort de sa voiture. Waluś fuit les lieux mais est rapidement arrêté après que Margareta Harmse, une femme au foyer afrikaner blanche, repère Waluś juste après le crime alors qu'elle passe en voiture et appelle la police. Un voisin de Hani est témoin du crime et identifie Waluś et le véhicule qu'il conduisait à ce moment-là. Clive Derby-Lewis, un haut député du Parti conservateur sud-africain et ministre fantôme des Affaires économiques à l'époque, qui a prêté son pistolet à Waluś, a également été arrêté pour complicité dans le meurtre de Hani. Le Parti conservateur d'Afrique du Sud s'est séparé du Parti national au pouvoir par opposition aux réformes de PW Botha. Après les élections de 1989, il est le deuxième parti le plus fort à l'Assemblée législative, après le Parti national, et s'opposait au démantèlement de l'apartheid par FW de Klerk.
Historiquement, l'assassinat est considéré comme un tournant. De graves tensions ont suivi l'assassinat, avec la crainte que le pays n'éclate dans la violence. Nelson Mandela appelle au calme dans un discours alors qu'il n'est pas encore président du pays.
Alors que des émeutes suivent l'assassinat , les deux parties au processus de négociation sont galvanisées et ont rapidement convenu que les élections démocratiques devraient avoir lieu le 27 avril 1994, un peu plus d'un an après l'assassinat de Hani.

### Condamnation des assassins et audience d'amnistie
En octobre 1993, Janusz Waluś et Clive Derby-Lewis sont reconnus coupables du meurtre  et condamnés à mort. L'épouse de Derby-Lewis, Gaye, est acquittée. Les peines des deux hommes sont commuées en emprisonnement à vie lorsque la peine de mort est abolie à la suite d'un arrêt de la Cour constitutionnelle en 1995.
Les assassins de Hani comparaissent devant la Commission Vérité et Réconciliation, invoquant une motivation politique pour leurs crimes et demandant l'amnistie au motif qu'ils avaient agi sur ordre du Parti conservateur. La famille Hani est représentée par l'avocat anti-apartheid George Bizos. Leurs demandes sont rejetées lorsque la CVR a statué qu'ils n'avaient pas agi sur ordre. Après plusieurs tentatives infructueuses, Derby-Lewis a obtenu une libération conditionnelle pour raisons médicales en mai 2015 après avoir reçu un diagnostic de cancer du poumon en phase terminale ; il est décédé 18 mois plus tard, le 3 novembre 2016.
Le 10 mars 2016, la Haute Cour du Nord Gauteng d'Afrique du Sud a ordonné la libération conditionnelle de Waluś sous conditions de caution. Le ministère de la Justice et des Services correctionnels a interjeté appel de la décision de libération conditionnelle devant la Cour suprême d'appel de Bloemfontein. Le ministère de l'Intérieur a indiqué que Waluś pourrait se voir retirer sa citoyenneté sud-africaine. Le 18 août 2017, la Cour suprême d'appel de Bloemfontein a annulé la libération conditionnelle de Waluś, une décision saluée par le SACP. En octobre 2019, Waluś est toujours en prison, malgré les affirmations de son avocat selon lesquelles il est complètement réhabilité. Le 16 mars 2020, Waluś s'est de nouveau vu refuser la libération conditionnelle par le ministre de la Justice Ronald Lamola. Le 7 décembre 2022, Waluś a obtenu une libération conditionnelle sous des conditions strictes par le ministre de la Justice Ronald Lamola.

### Théories du complot autour de l'assassinat
L'assassinat de Hani suscite de nombreuses théories du complot sur une implication extérieure. Le rapport final de la Commission Vérité et Réconciliation indique toutefois qu'elle "n'a pas été en mesure de trouver la preuve que les deux meurtriers reconnus coupables du meurtre de Chris Hani avaient reçu des ordres de groupes internationaux, des forces de sécurité ou de niveaux plus élevés dans les échelons de droite".

## Influence
Hani est un leader charismatique, bénéficiant d'un soutien important parmi la jeunesse radicale anti-apartheid. Au moment de sa mort, il est le leader de l'ANC le plus populaire après son aîné, Nelson Mandela. Après la légalisation de l'ANC, le soutien de Hani au processus de négociation avec le gouvernement de l'apartheid s'est avéré essentiel pour maintenir les militants dans le rang.

## Honneurs

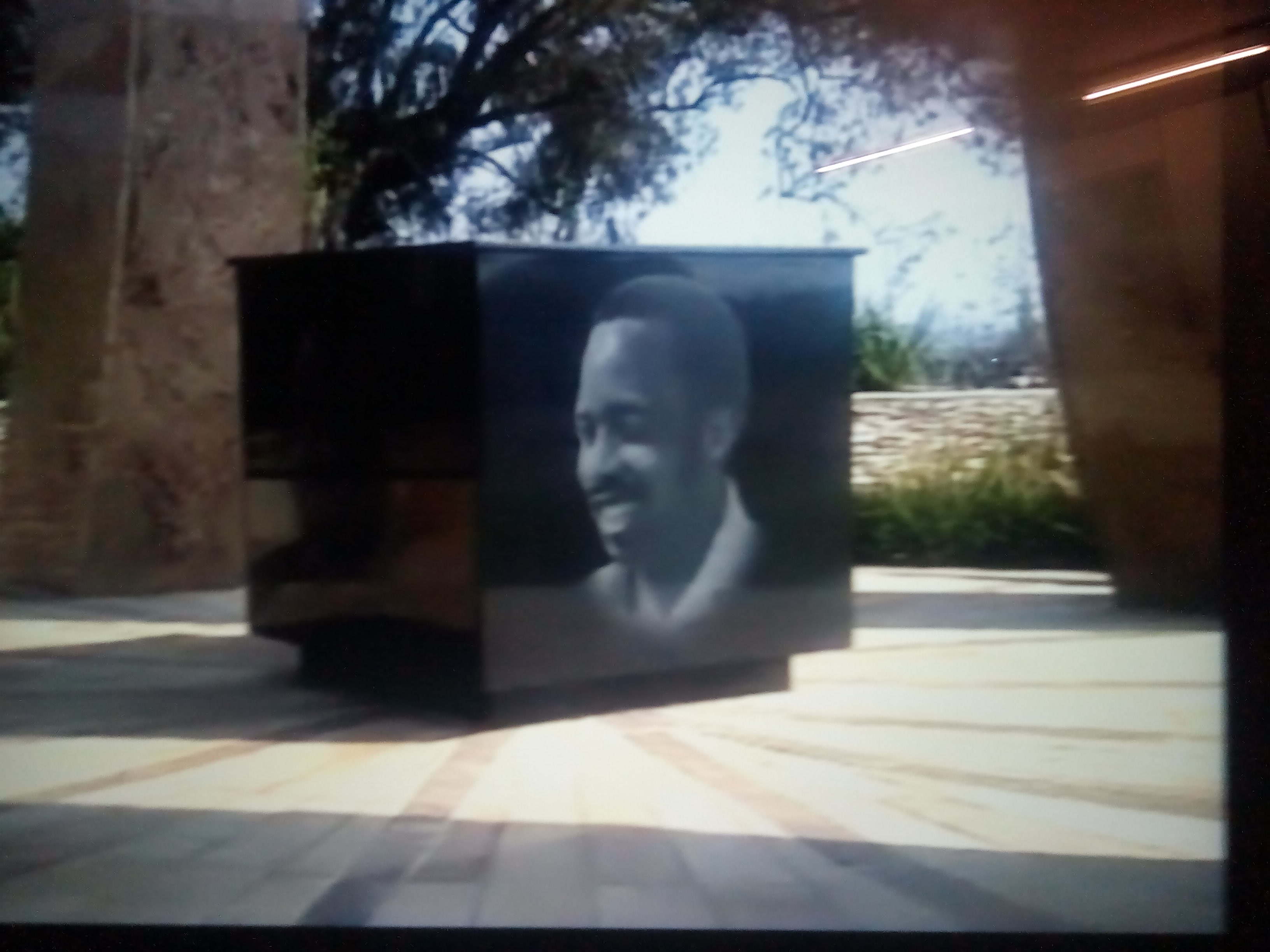

En 1993, le philosophe français Jacques Derrida consacre Spectres de Marx (1993) à Hani.
En 1997, l'hôpital Baragwanath, l'un des plus grands hôpitaux du monde, est rebaptisé Chris Hani Baragwanath Hospital en sa mémoire. En septembre 2004, Hani est élu 20e dans le sondage controversé des 100 plus grands Sud-Africains.
Quelques jours après son assassinat, le groupe de rock Dave Matthews Band (dont le chanteur et guitariste Dave Matthews est originaire d'Afrique du Sud) jouent une chanson avec des paroles et des refrains faisant référence à la fusillade de Hani,.
Un court opéra, Hani, du compositeur Bongani Ndodana-Breen avec un livret du producteur de films Mfundi Vundla, est commandé par  l'Opéra du Cap et l'Université du Cap, créé au Théâtre Baxter le 21 novembre 2010 .
Une municipalité de district du Cap oriental est nommée municipalité de district de Chris Hani. Ce quartier comprend Queenstown, Cofimvaba et Lady Frere. La municipalité locale de Thembisile Hani dans le Mpumalanga porte également son nom.
En 2009, après l'extension de la Central Line du Cap, le nouveau terminus desservant les zones orientales de Khayelitsha est baptisé Chris Hani.